# Unirea, Alba
Unirea (până anii 1970 Vințul de Sus, în maghiară Felvinc, în germană Oberwinz, alternativ Oberweinsdorf, în trad. "Viile de Sus") este satul de reședință al comunei cu același nume din județul Alba, Transilvania, România. Sediul comunei este numit și Unirea I.
Satul Unirea, în structura sa actuală, a  asimilat și fostul sat apropiat Unirea II (în trecut Vereșmart). 
Localitatea a primit indicatorul de sat european pentru construirea unui loc de joacă pentru copii.

## Istoric
Satul Unirea - așezare străveche - este una din marile localități rurale ale județului Alba. Așezarea, a fost locuită din cele mai vechi timpuri, chiar dacă nu există date concrete, se presupune că acest teritoriu a fost populat încă din epoca neolitică. 
Căderea statului lui Decebal, în anul 106, a atras după sine transformarea Daciei în provincie romană, epocă din care există primele date sigure despre locuirea teritoriului satului. Se presupune că în epoca romană Unirea a fost o așezare importantă, căci aici se încrucișau drumurile romane care veneau de la Apullum (Alba Iulia) spre Potaissa] (Turda) cu cel care urca pe Mureș către cetatea de la Brâncovenești. 
Prezența poporului român pe meleagurile localității Unirea este dovedită prin urme ale culturii materiale din secolul al X-lea, sub forma unor ceramici specifice care s-au găsit la Ciugud.

Unirea (Felvinc), centrul administrativ al „Scaunului Secuiesc al Arieșului” în Harta Iosefină a Transilvaniei, 1769-73

La 1219 apar deja menționate Vințul (Unirea de azi), Ciugudu de Jos, Dumbrava și Măhăceni. Numele acestor sate nu apar dintr-o dată, ele suferind modificări multiple. Astfel, în 1219 apare denumirea villa Wynchy, în 1221 Oronos Winch. În 1291 regele Andrei al III-lea include Vințul în Scaunului Secuiesc al Arieșului, înființat atunci. 
Începând cu secolul al XV-lea, informațiile despre satele din această zonă sunt mai bogate, fiind menționate în multe documente juridice. Cu toate frământările, în prima jumătate a secolului al XVI-lea, Vințul - favorizat de poziția sa geografică - se dezvoltă repede, încât în 1538, într-un document a lui Ioan Szapolyai, este menționat ca târg.
Pe Harta Iosefină a Transilvaniei din 1769-1773 (Sectio 140) localitatea apare sub numele de „Fel-Wintz”.

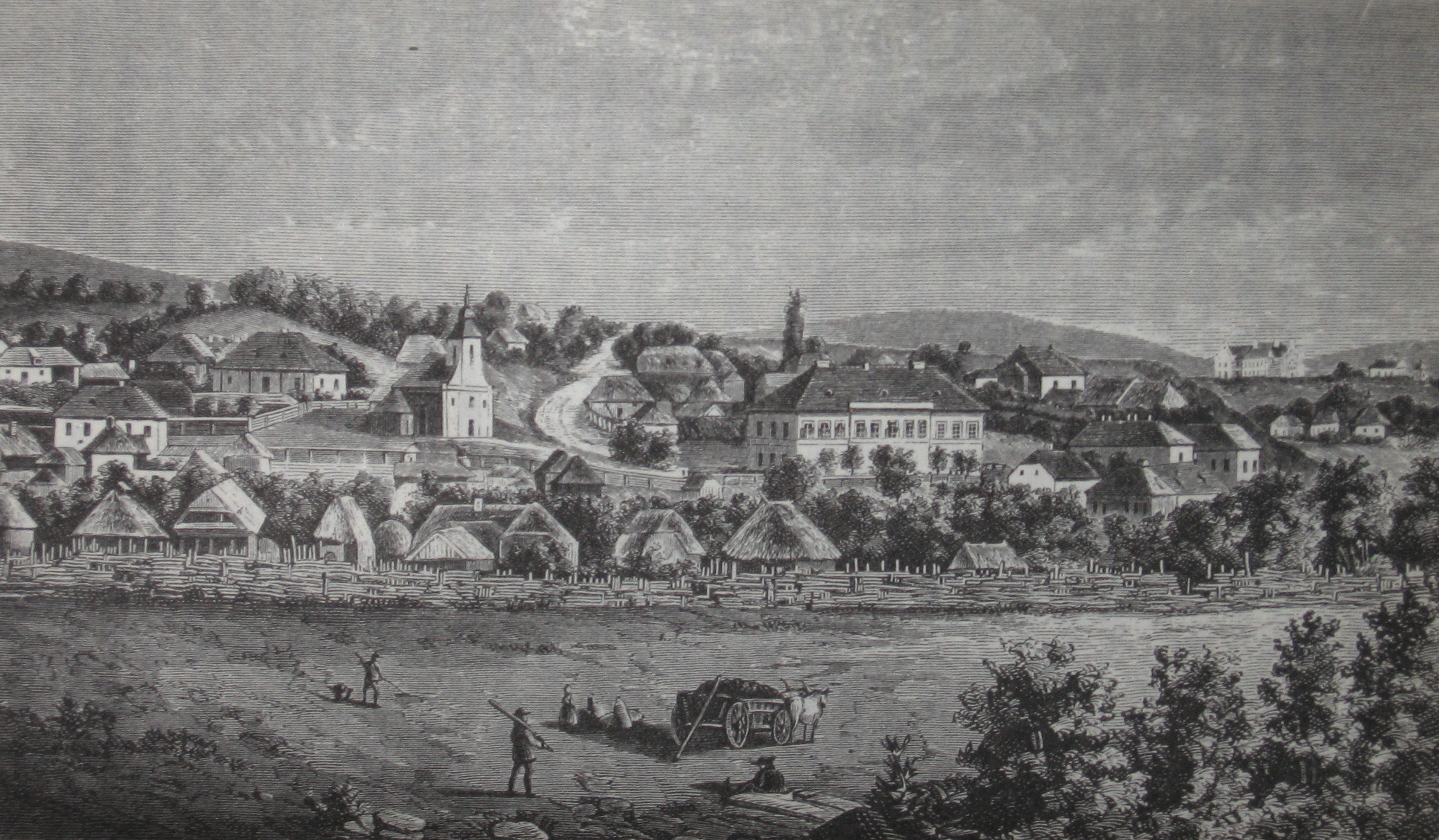
Unirea în secolul al XIX-lea (gravură de epocă)

Începutul secolului al XIX-lea consemnează pentru Vinț diferitele reglementări care se vor încheia cu împărțirea pământului în loturi particulare. În timpul revoluției din 1848, localitatea este incendiată și arde aproape complet. Până în anul 1876 a fost sediul Scaunului Secuiesc al Arieșului.
Sfârșitul secolului al XIX-lea constituie o perioadă de liniște și refacere, construindu-se clădiri administrative, judecătorești, școli, calea ferată, într-o nouă reorganizare administrativă, Vințul primind titlu de „capitală de plasă", având în subordine 19 sate.
Dezvoltarea ulterioară a localității s-a integrat apoi în istoria generală a statului național român unitar. Au urmat alte evenimente care au adus modificări în structura administrativă: reforma agrară, criza economică, dictatura regală, al doilea război mondial. Autoritățile române au retras Vințului de Sus statutul de reședință de plasă, i-au schimbat denumirea în "Unirea", și au inclus localitatea în plasa Câmpia Turzii.
Până la al doilea război mondial a făcut parte din județul Turda.

## Demografie
În 1910 Vințul avea 2.088 locuitori din care 1.775 erau maghiari, în 1992 din cei 5.723 locuitori 4.242 erau români, 810 maghiari și 66 romi.
La recensământul din 1930 au fost înregistrați 2.960 de locuitori, dintre care 1.449 maghiari, 1.268 români, 6 germani ș.a. Sub aspect confesional populația era alcătuită din 1.343 greco-catolici, 1.279 reformați, 268 romano-catolici, 54 ortodocși ș.a.

## Transport
În Unirea există o gară operată de CFR ce deservește 5 linii de cale ferată, dintre care 4 sunt electrificate. În trecut a existat și o linie industrială, la baza de recepție Unirea. Stațiile vecine ale gării CFR Unirea sunt: Războieni (via Cluj Napoca) și Aiud (via Teiuș). Până în stația Războieni se găsește halta de călători Unirea h. și până la Aiud, haltele de călători Decea h. și Mirislău h.
În clădirea gării Unirea se află punctul de serviciu SCB 5 Războieni. Aici se află 3 locuințe de serviciu. Dispune de o parcare de 15 locuri. 
La linia 1 stația CFR Unirea se află o rampă de îmbarcare a tancurilor din localitatea Luna (județul Cluj).

## Obiective memoriale
- Monumentul Eroilor Români din Primul și Al Doilea Război Mondial. Obeliscul, cu înălțimea de 1,8 m, realizat din beton mozaicat, este așezat pe o bază paralelipipedică și nu are împrejmuire. Acesta este amplasat în centrul satului Unirea, fiind ridicat în memoria eroilor români căzuți în cele două războaie mondiale. Pe placa de marmură aflată pe fațada monumentului este un înscris comemorativ: „SLAVĂ EROILOR ROMÂNI CĂZUȚI PENTRU ELIBERAREA PATRIEI“.
- Monumentul Eroilor Români din Al Doilea Război Mondial. Monumentul este amplasat în centrul satului Unirea și a fost ridicat pentru cinstirea memoriei eroilor români căzuți în Al Doilea Război Mondial. Acesta are o înălțime de 3 m, fiind realizat din marmură. Obeliscul, sub formă de trunchi de piramidă, este susținut de un postament în 3 trepte. În plan frontal este incizată o inscripție comemorativă, încadrată în partea superioară cu o rozetă și în cea inferioară cu un cerc: „Glorie eroilor din această comună care au căzut pe frontul antifascist/ 1944-1945“. Dedesubt sunt înscrise numele a 5 eroi din localitate.

## Lăcașuri de cult
- Biserica ortodoxă (inițial greco-catolică) „Sf. Apostoli Petru și Pavel”
- Biserica reformată-calvină
- Biserica romano-catolică „Sf. Ladislau” (sec. al XVIII-lea)
- Biserica penticostală „Betel”
- Biserica ortodoxă din Dumbrava „Sf. Dimitrie cel Nou”
- Biserica ortodoxă (inițial greco-catolică) „Buna Vestire” din Unirea II (Vereșmart)

## Sport
Unirea este reprezentată de CS Inter Unirea (numele vechi Recolta Unirea) în Liga a IV-a din România, antrenor fiind prof. Pereat Ioan și Maier Ovidiu (aproape 400 de prezente in liga I). Terenul de fotbal este amplasat pe DN 1, pe str. A. Iancu.
La ieșirea din localitatea Unirea spre Turda se află o sală de sport inaugurată în 2008.

## Galerie de imagini

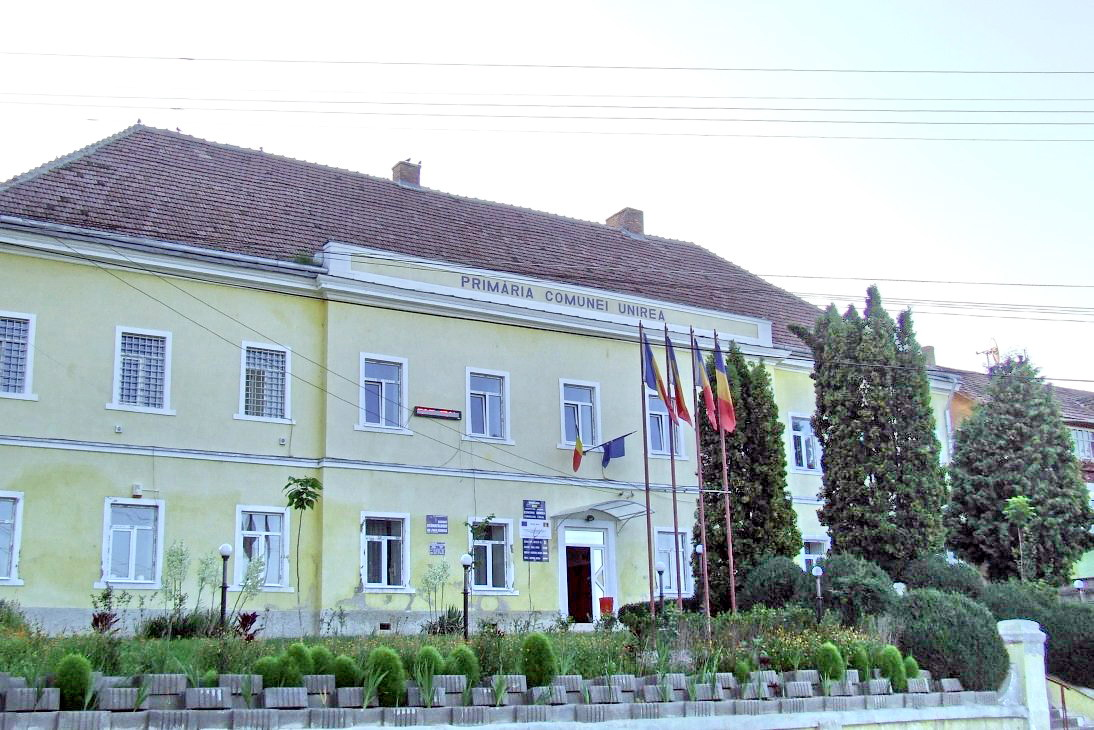
Sediul Primăriei
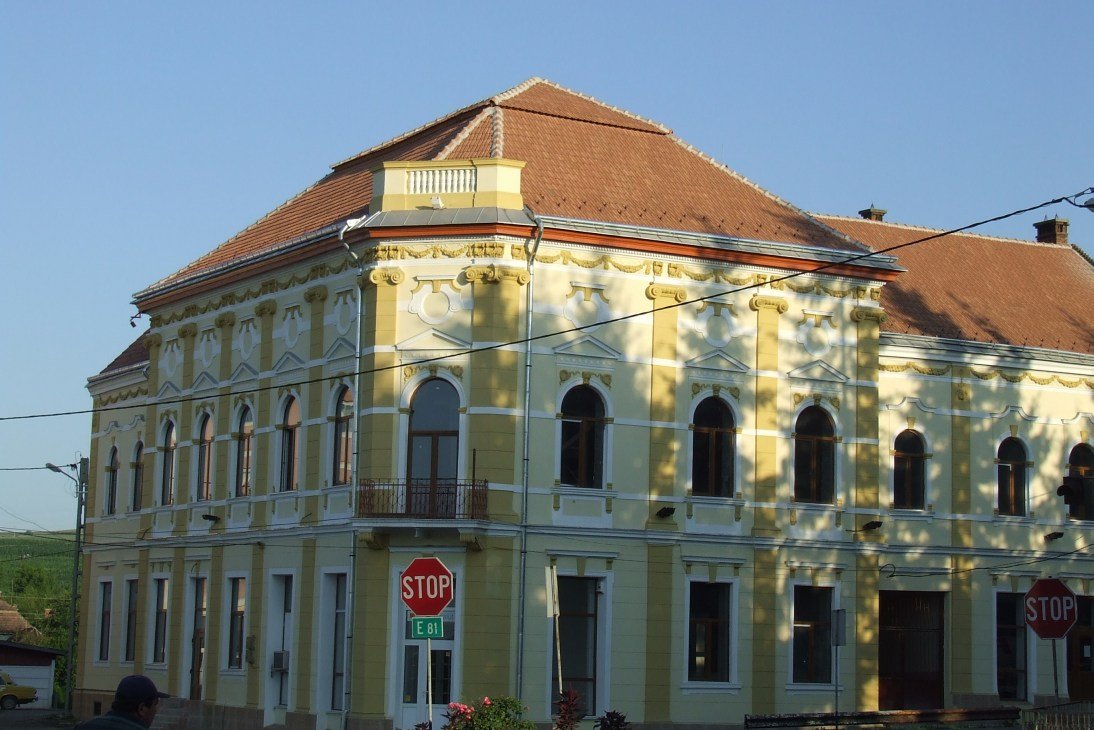
Casa de cultură din Unirea
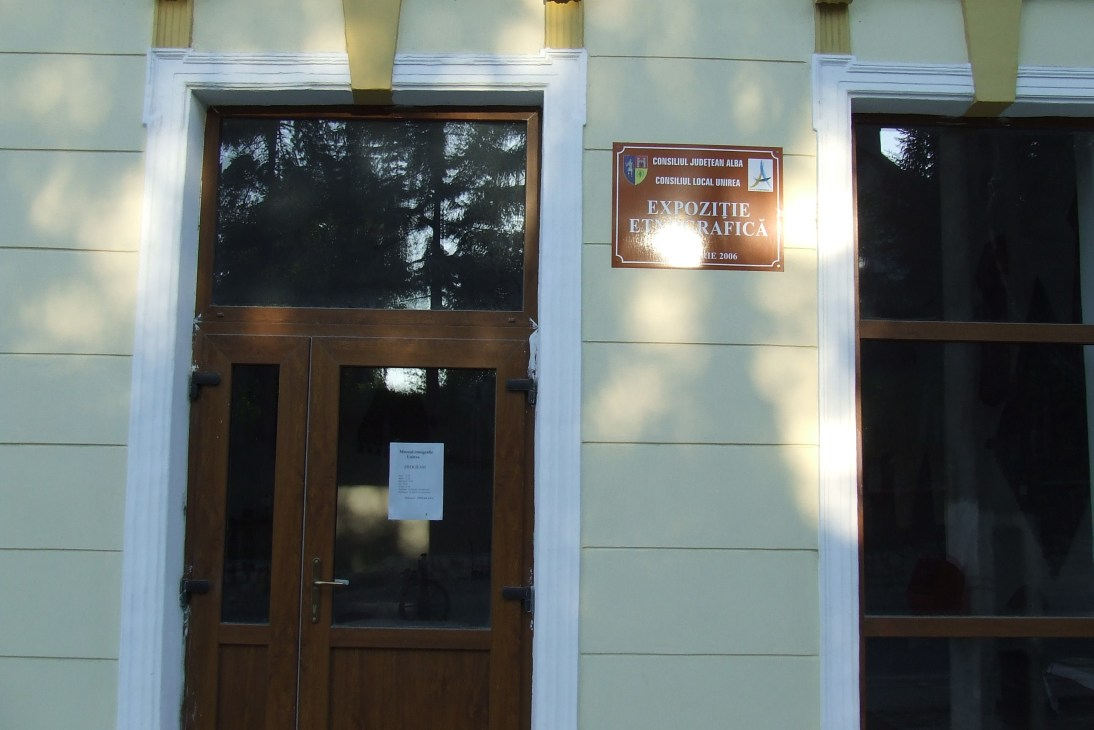
Expoziție etnografică